# 100,000,000 Bon Jovi Fans Can't Be Wrong
100,000,000 Bon Jovi Fans Can't Be Wrong es un box set de la banda Bon Jovi. Contiene 4 discos compactos con 50 canciones inéditas de las décadas de 1980, 1990 y 2000, incluyendo un DVD con un pequeño documental. La edición japonesa incluye 60 demos. La portada del disco desató muchas críticas por parte de la prensa debido al gran parecido a un álbum de Elvis Presley.
El recopilatorio contiene la canción "We Rule The Night", una composición con un estilo muy similar al heavy metal, caracterizada por voces agudas, batería y bajos densos, acompañados de guitarras fuertes y distorsionadas. La canción es un demo del álbum 7800 Degrees Fahrenheit. Además incluye la versión inicial de Livin' on a Prayer que fue modificada posteriormente para incluirla en el álbum Slippery When Wet, resultando un éxito rotundo en la década de 1980.

## Lista de canciones

### CD 1
1. Why aren’t you Dead? - 3:31
2. The Radio Saved my Life Tonight - 5:10
3. Taking it Back - 4:17
4. Someday I’ll be Saturday Night (Demo) - 5:20
5. Miss Fourth of July - 5:41
6. Open All Night (#2) - 5:50
7. These Arms Are Open All Night - 5:21
8. I Get a Rush - 2:57
9. Someday Just Might be Tonight - 4:15
10. Thief of Hearts - 4:15
11. Last Man Standing (versión diferente al de Have a Nice Day) - 4:33
12. I Just Want to be your Man - 3:30

### CD 2
1. Garageland - 3:27
2. Starting All Over Again (versión alternativa al de 1992)- 3:45
3. Maybe Someday - 4:45
4. Last Chance Train - 4:32
5. The Fire Inside - 4:52
6. Every Beat Of My Heart - 4:50
7. Rich Man Living In A Poor Man’s House - 4:23
8. The One That Got Away - 4:50
9. You Can Sleep While I Dream - 4:54
10. Outlaws Of Love - 3:21
11. Good Guys Don’t Always Wear White - 4:30
12. We Rule The Night - 4:10

### CD 3
1. Edge Of A Broken Heart - 4:35
2. Sympathy - 5:24
3. Only In My Dreams (Featuring Tico Torres on vocals) - 5:10
4. Shut Up And Kiss Me - 2:50
5. Crazy Love - 4:26
6. Lonely At The Top (Edit)- 3:52
7. Ordinary People (versión alternativa al del 2000)  - 4:10
8. Flesh And Bone - 5:02
9. Satellite - 4:57
10. If I Can’t Have your Love (Featuring Richie Sambora on vocals) - 4:17
11. Real Life (versión alternativa, diferente al de 1999) - 3:53
12. Memphis Lives In Me (Featuring David Bryan on vocals) - 3:03
13. Too Much Of A Good Thing - 4:24

### CD 4
1. Love ain’t Nothing but a Four Letter Word - 4:15
2. Love ain’t Nothing but a Four Letter Word (Demo) - 4:10
3. River Runs Dry - 4:00
4. Always (Demo) - 5:47
5. Kidnap an Angel - 5:57
6. Breathe - 3:43
7. Out of Bounds - 3:50
8. Letter to a Friend - 4:20
9. Temptation (versión alternativa al del 2000)- 4:24
10. Gotta Have a Reason - 5:00
11. All I Wanna Do is You - 3:04
12. Billy - 4:34
13. Nobody’s Hero / Livin' on a Prayer (versión original inédita) - 8:37

### CD 5 (Bonus CD para Japón)
1. With a Little Help From My Friends (live)
2. Love Is War
3. Borderline
4. Hush
5. I Wish Everyday Could Be Like Christmas
6. Save a Prayer
7. Fields Of Fire
8. Another Reason to Believe
9. Let's Make It Baby
10. The End